# (36128) 1999 RK151
1999 RK151 (asteroide 36128) é um asteroide da cintura principal. Possui uma excentricidade de 0.05546330 e uma inclinação de 3.30188º.
Este asteroide foi descoberto no dia 9 de setembro de 1999 por LINEAR em Socorro.